# Allopleuron
Allopleuron es un género extinto de tortuga marina gigante perteneciente a la familia de los quelónidos, que vivió durante el Cretácico Superior. Solo se conoce a una especie, Allopleuron hofmanni, que fue establecida en 1831 por John Edward Gray quien la denominó originalmente Chelonia hofmanni, refiriéndose a la descripción y las imágenes de la misma realizadas por Georges Cuvier, quien se limitó a denominarla "chelonie de Maestricht" (tortuga de Maastricht, en francés). Aunque el nombre de la especie fue dado en honor de Johann Leonard Hoffmann (1710-1782), Gray escribió el nombre con una sola 'f', tanto en el texto como en el índice, por lo que se considera como la escritura correcta para esta especie.
Sus restos fósiles fueron descubiertos en Maastricht en los Países Bajos y en Bélgica. Estos datan de la etapa del Maastrichtiense, perteneciendo a las mismas series sedimentarias en las que se descubrió a los mosasáuridos Mosasaurus hoffmannii y Carinodens. Esta tortuga llegaba a medir entre 2 a 2,5 metros de largo.

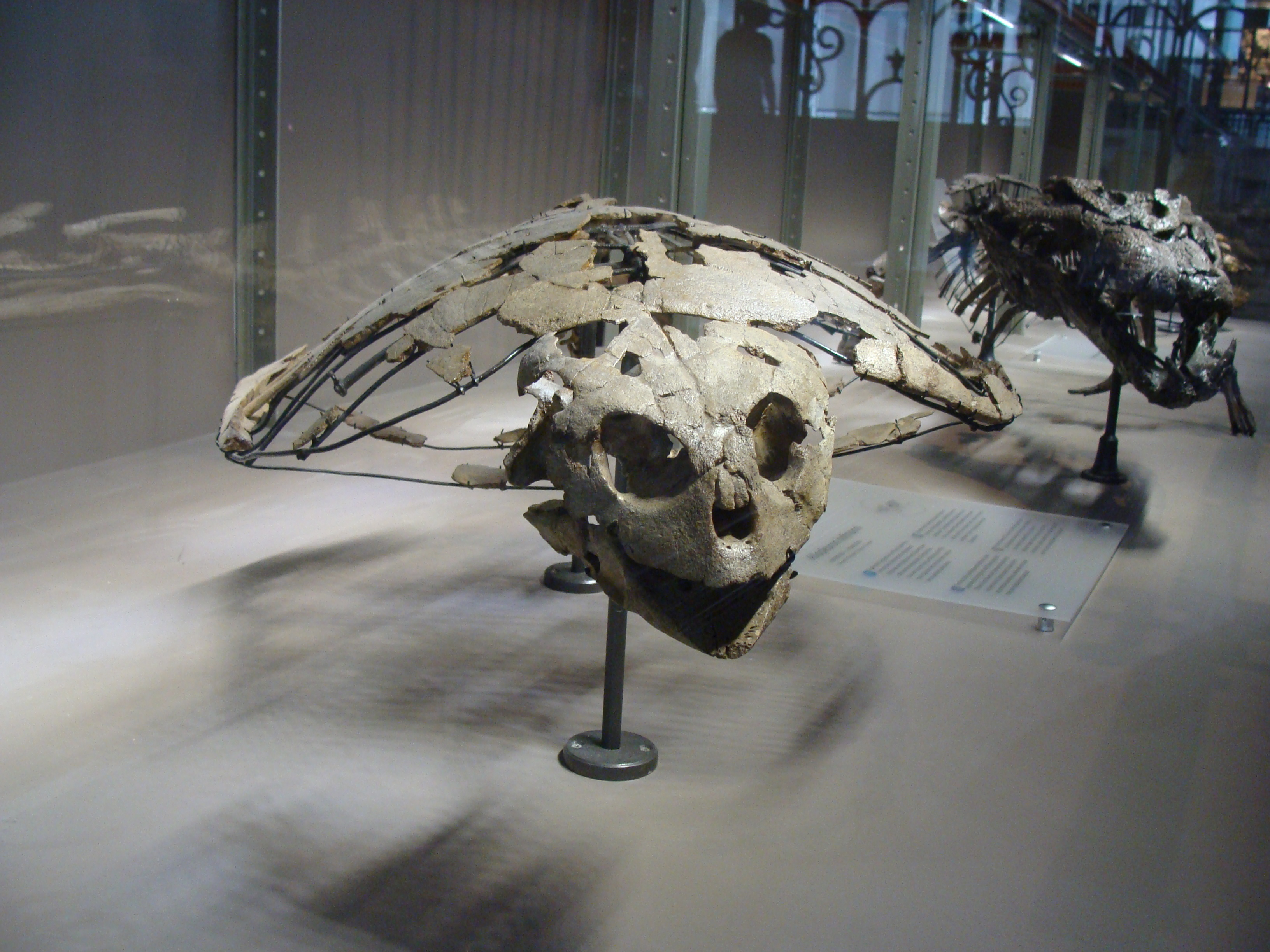
Vista frontal